# No More Heroes III
No More Heroes III est un jeu vidéo d'action-aventure développé et édité par Grasshopper Manufacture.
Il s'agit du quatrième épisode de la série No More Heroes et du troisième volet principal de la série. Annoncé lors de l'E3 2019, il est annoncé pour une sortie en 2020 mais ne sort finalement que le 27 août 2021 (recul dû à la pandémie de  COVID-19) sur Nintendo Switch, avant de l'être sur les autres plate-formes dans une version améliorée en 2022.
La production a commencé pendant les dernières étapes de développement du spin-off prequel Travis Strikes Again: No More Heroes (2019). Le créateur et réalisateur de la série Goichi Suda avait reçu de nombreuses demandes de fans pour faire une troisième entrée principale dans la franchise après la sortie du deuxième jeu, mais le développement d'une nouvelle entrée a été reporté pendant de nombreuses années en raison d'autres projets sur lesquels travaillait Grasshopper Manufacture. Lorsque le studio s'est vu présenter la Nintendo Switch, Suda51 a eu envie de revenir à la série, estimant que les jeux conviendraient au public de la console et permettraient un retour aux combats en contrôle de mouvement classiques de la série via les manettes Joy-Con. Comme les précédents opus de la série, le jeu rend hommage et parodie les médias de la pop culture, en s'inspirant d'œuvres telles que Rocky III, Kamen Rider, le Marvel Cinematic Universe, et la filmographie de Takashi Miike. Suda a décrit le jeu comme la conclusion de l'histoire de Travis Touchdown.

## Trame
Huit ans avant les événements de No More Heroes, un jeune garçon nommé Damon Riccitiello s'apprête à lancer sa fusée une seconde fois dans les airs la nuit après une première tentative ratée. Il voit quelque chose s'écraser dans les bois et rencontre un petit extraterrestre blessé nommé FU. Damon décide de prendre soin de FU tout en le cachant aux agents du gouvernement qui le recherchent également. Tout en cherchant un moyen de ramener FU sur sa planète, Damon et FU deviennent les meilleurs amis, formant une connexion solide. Après avoir découvert un morceau de technologie extraterrestre sur le site du crash de FU, Damon est imprégné de pouvoirs extraterrestres et assiste ce dernier dans la construction d'un vaisseau spatial. Une fois terminé, des agents du gouvernement tentent de capturer FU.
Vingt ans plus tard (neuf ans après les événements de No More Heroes 2 et deux ans après les événements de Travis Strikes Again), Damon, devenu adulte, est maintenant le PDG d'Utopinia, une entreprise de rénovation urbaine, utilisant les capacités et la technologie extraterrestres acquises par FU pour devenir un puissant magnat des affaires. Un jour, un énorme vaisseau spatial en forme de pyramide apparaît au-dessus du vaisseau dans lequel Damon se trouve, et un groupe de neuf extraterrestres en descend, l'un d'eux révélant être son ancien ami, FU. S'attendant à une réunion heureuse, Damon est surpris de constater que FU, devenu un prince sous une forme adulte plus humanoïde, a été exilé dans la prison de Blackhole (Trou noir) pour avoir détruit une planète voisine et a maintenant l'intention de conquérir la Terre avec l'aide des huit autres extraterrestres, ainsi que Damon. FU et ses amis veulent utiliser le super-héroïsme comme moyen de domination du monde en établissant un "classement galactique des super-héros". L'ancien assassin de premier rang de l'UAA, Travis Touchdown, revient à Santa Destroy après un exil volontaire. En apprenant la situation actuelle, il décide d'affronter cette légion d'êtres surpuissants de l'espace extra-atmosphérique et gravir à nouveau le classement galactique afin de sauver sa planète.